# Siam Sinfonietta
Siam Sinfonietta ist ein thailändisches Jugendorchester. Es wurde 2010 vom Komponisten Somtow Sucharitkul, dem Dirigenten Trisdee na Patalung und der Bangkok Opera Foundation gegründet. Das Orchester bietet jungen thailändischen Musikern ein intensives Training für eine spätere Karriere in der klassischen Musik.

## Geschichte

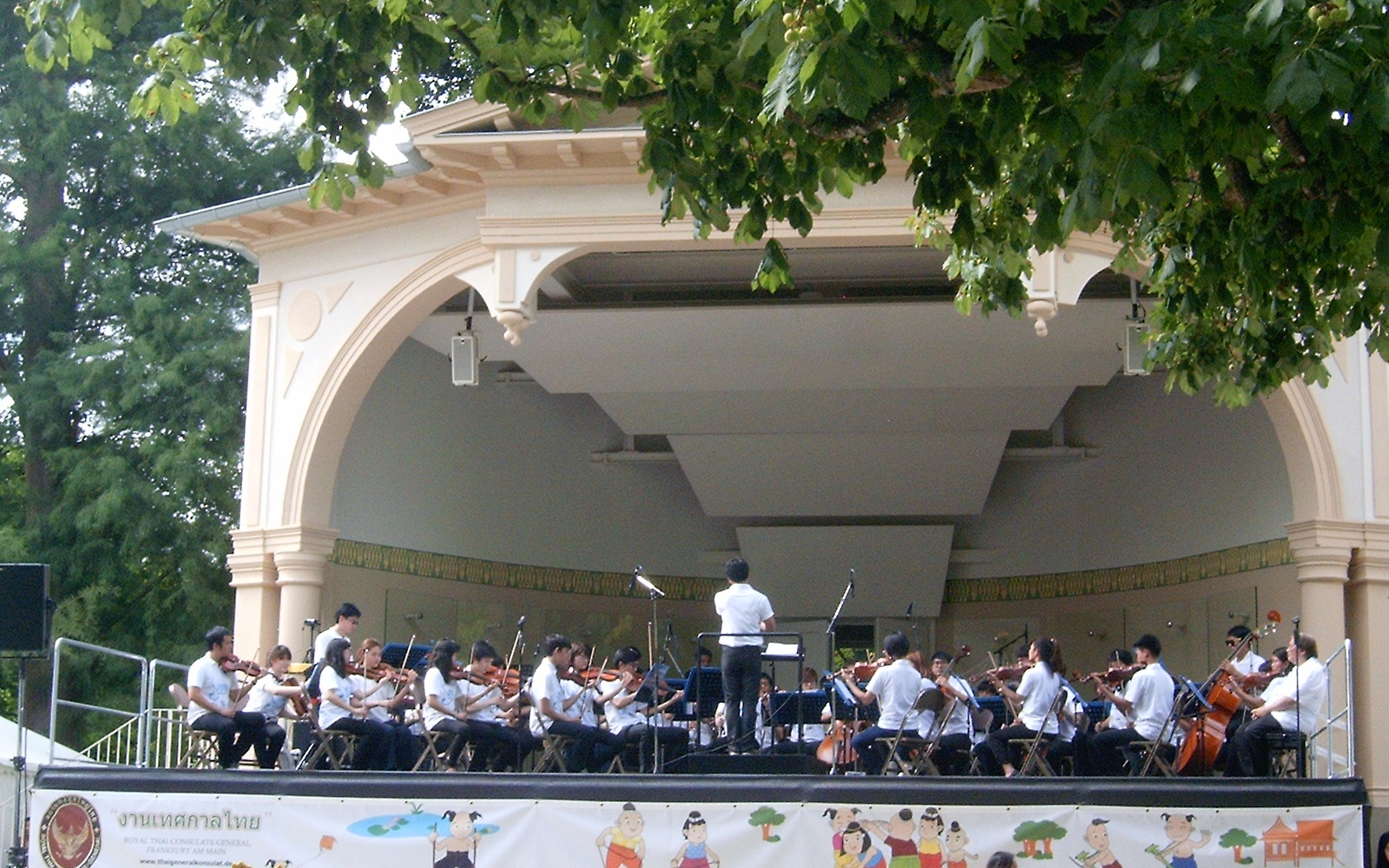
Siam Sinfonietta beim Thai Festival 2015 in Bad Homburg

Das Orchester wurde 2010 im Rahmen des ersten „Bach to the Future“ Trainingslagers gegründet.
Im ersten Jahr wurden viele Konzerte in Thailand gegeben, bei denen klassische Musik einem neuen Publikum und vor allem auch jungen Menschen vorgestellt wurde.
Im zweiten Jahr begann man mit internationalen Tourneen. 
Beim Summa Cum Laude International Youth Music Festival in Wien gewannen sie im Juli 2012 den ersten Platz in der Kategorie „Symphony Orchestra“.
Im Jahr 2013 tourten sie zunächst durch Kalifornien. Danach nahmen sie am Young Euro Classic in Berlin teil und tourten durch Deutschland.
Im August 2015 gaben sie mehrere Konzerte beim Festival junger Künstler Bayreuth. Anschließend traten sie beim Thai Festival in Bad Homburg auf.
Jedes Jahr haben Musiker im Alter bis 25 Jahren die Gelegenheit vorzuspielen. Einige Mitglieder spielen auch beim Siam Philharmonic Orchestra und dem Bangkok Symphony Orchestra. Siam Sinfonietta ist zweimal gemeinsam mit dem Siam Philharmonic Orchestra aufgetreten: bei der thailändischen Premiere von Mahlers 3. Sinfonie und bei einem Galakonzert vor dem Central World Plaza in Ratchaprasong, Bangkok, beim Event „Healing through Harmony“ am Ort der Unruhen von 2010.
Das Orchester wird im Wesentlichen durch staatliche Unterstützung sowie Spenden von Privatpersonen und Firmen finanziert.